# Blok Antyfaszystowski

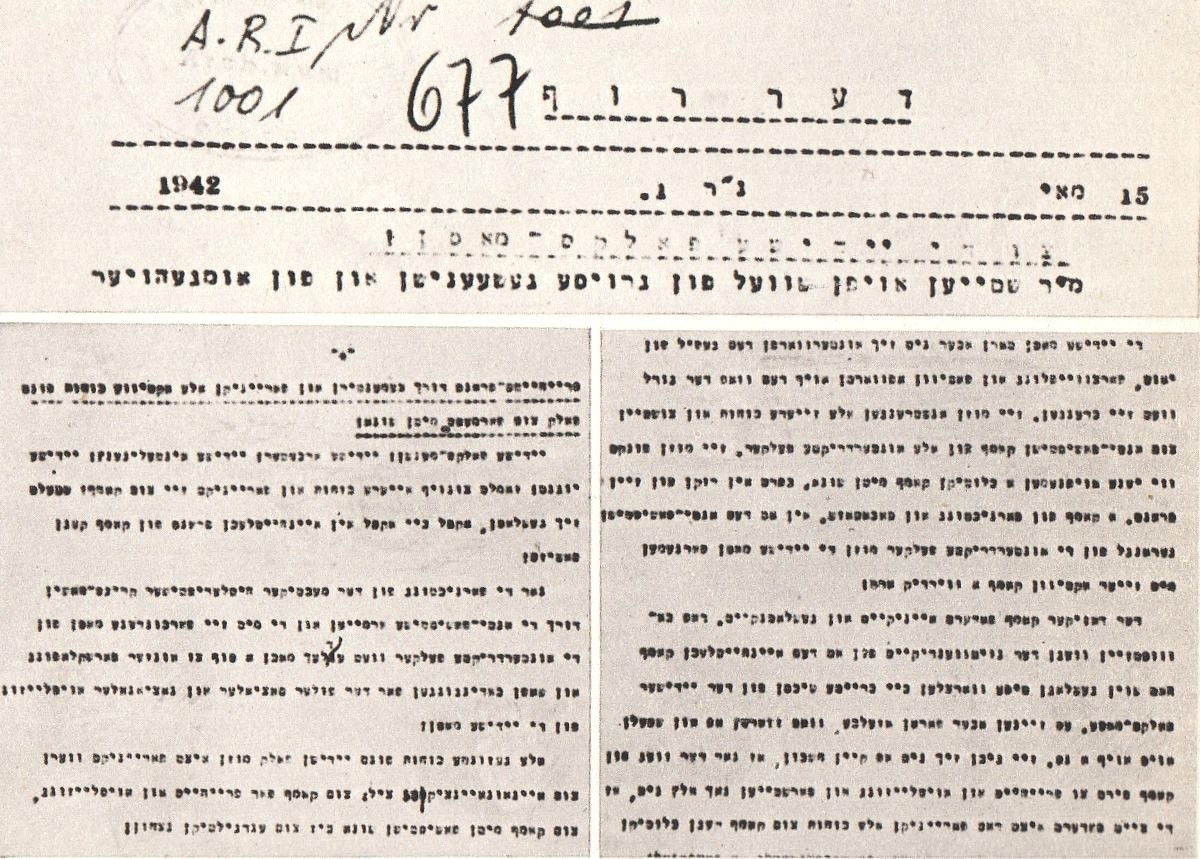
Odezwa Bloku Antyfaszystowskiego z 15 maja 1942

Blok Antyfaszystowski – polska organizacja żydowska powstała w marcu 1942 r. w getcie warszawskim, z inicjatywy Komitetu Centralnego PPR, stanowiąca porozumienie lewicowych syjonistów i komunistów.

## Opis
Inicjatorami powstania bloku byli: działacz PPR-u – Józef Lewartowski, Mordechaj Anielewicz i Josef Kapłan z Ha-Szomer Ha-Cair, Szachno Sagan z Poalej Syjon Lewicy, Józef Sack ze środowiska syjonistów-socjalistów oraz Icchak Cukierman i jego żona Cywia Lubetkin z He-Chaluc i Dror. W skład bloku nie weszła żydowska partia robotnicza Bund, którą podczas konferencji negocjacyjnej reprezentowali Abrasza Blum i Maurycy Orzech, mieli oni według raportów Hersza Berlińskiego i Icchaka Cukiermana odrzucić propozycję przystąpienia do wspólnej organizacji, argumentując to oczekiwaniem na ruchy środowisk socjalistycznych.
Organizacja działała w gettach Generalnego Gubernatorstwa i Śląska, stając się konspiracyjnym zalążkiem ruchu oporu. Wydawała także podziemną prasę.
Między majem a wrześniem 1942 kierownictwo Bloku Antyfaszystowskiego zostało rozbite przez Gestapo.
Członkowie organizacji uczestniczyli w powstaniu w getcie warszawskim, po włączeniu jej do ŻOB-u i w powstaniu w getcie białostockim, gdzie organizacja funkcjonowała pod nazwą Antyfaszystowski Blok Bojowy, a w okresie poprzedzającym powstanie organizowała ucieczki z getta i gromadziła broń do przyszłego zrywu.